# Betrayal at Krondor
Betrayal at Krondor es un videojuego de rol de MS-DOS desarrollado por Dynamix y lanzado por Sierra On-Line en el verano de 1993. Betrayal at Krondor se desarrolla principalmente en Midkemia, el mundo de fantasía desarrollado por Raymond E. Feist en sus novelas de Riftwar. El juego está diseñado para parecer un libro, separado en capítulos y narrado en tercera persona con una función de guardado rápido con un marcapáginas.
Aunque tanto el diálogo como la narrativa no hayan sido escritos por el propio Feist, el juego es considerado canon, siendo novelado como Krondor: The Betrayal cinco años después. Los eventos del juego también fueron descritos en novelas de Riftwar.
PyroTechnix completó una secuela, Return to Krondor, la cual fue lanzada por Sierra en 1998. Su prolongado desarrollo sufrió retrasos considerables, y el producto final no fue tan bien recibido como Betrayal.
GOG.com lanzó una versión emulada de Betrayal at Krondor para Microsoft Windows en 2010.

## Jugabilidad
La jugabilidad ocurre principalmente desde una perspectiva en primera persona mientras se viaja por un mundo, calabozos y cuevas, pero cambia a una perspectiva en tercera persona durante los combates. La interfaz de usuario se controla con el ratón, con atajos de teclado para cada acción.
El juego cuenta con dos perspectivas posibles, la perspectiva 3D en primera persona y la perspectiva 2D del mapa desde arriba, donde el jugador se verá representado como una marca triangular. El mundo exterior está completamente mapeado, pero otras ubicaciones quedarán mapeadas automáticamente en la perspectiva desde arriba a medida que el jugador las explore. El jugador también podrá observar el mapa completo de Midkemia y ver su ubicación.
Normalmente, la trama principal de cada capítulo se desarrolla dentro de una o dos regiones del mundo del juego. Sin embargo, el jugador tiene la libertad de explorar el mundo como le plazca, con oportunidades para realizar misiones opcionales y fortalecer las habilidades del personaje, ganar dinero, mejorar armas y armadura, etc. Solo algunas ubicaciones serán accesibles en cada capítulo, aunque el jugador es libre de explorar cualquier lugar dentro de esos límites, y tomarse su tiempo para hacer sus búsquedas. Al viajar, el grupo podrá acampar en la naturaleza para descansar y recuperar salud perdida, siempre que no haya enemigos en los alrededores.

### Cofres moredhel
Una de las características únicas del juego es la gran variedad de cofres moredhel, escondidos a lo largo de la tierra. Estos cofres tienen cierres con combinaciones de letras en cada marca y una adivinanza escrita cuya respuesta abre el cofre. Los cofres de palabras pueden ocultar ítems y equipamiento, al igual que ítems de otras búsquedas esenciales para completar el juego. Si ningún miembro del grupo del jugador puede leer moredhel, la escritura en el cofre aparecerá sin traducir, aunque aún puede ser abierto por fuerza bruta probando cada combinación. El alfabeto moredhel es una sustitución de un carácter del alfabeto A-Z. Gorath, un moredhel, puede leerlo, y lanzar el hechizo Union permite a Patrus hacer lo mismo por cortos periodos de tiempo. Los cofres de palabras que contienen ítems esenciales de búsqueda son relativamente fáciles de hallar, ubicándose cerca de los caminos o por medio de las interacciones con los NPC. Sin embargo, los cofres de palabras «bonus» suelen estar escondidos en áreas donde no se espera que el jugador viaje, a menos que estén asiduamente buscando tesoros.

### Trama y diálogo
La historia avanzará principalmente por medio de cinemáticas literarias. Cada capítulo comienza y termina con una cinemática, consistiendo de texto, diálogo y animaciones. El jugador conoce varios NPC durante sus viajes. El diálogo está hecho de textos y algunos NPC también tienen sus propias ilustraciones. Las conversaciones se basan en árboles: en algunos casos, el jugador puede elegir entre varias palabras clave de diálogo. Esto se usa para conseguir información, entrenamiento e ítems, a veces por un precio.

### Sistema RPG y desarrollo de personaje jugador
Habrá dos o tres personajes en el grupo aventurero en cualquier momento. Mientras que el jugador conoce a varios personajes no humanos durante el juego (incluyendo a enanos, elfos, duendes y dragones), cinco de los seis personajes jugables son humanos. La excepción es Gorath, un elfo oscuro. Existen dos clases of personajes: luchadores (Locklear, James y Gorath) y magos (Pug, Owyn y Patrus). Los luchadores utilizan espadas y ballestas, mientras que los magos usan un báculo. Los únicos ataques de largo alcance que pueden realizar los magos son los hechizos mágicos.
El sistema de personaje es único. Los atributos principales de personaje son salud, resistencia, velocidad y fuerza. La velocidad determina por cuántos cuadrados de la grilla de combate se puede mover el personaje. La fuerza influye en la cantidad de daño que un personaje inflige en combate cuerpo a cuerpo. La hechicería, usar un arma y el daño de combate consumirá la resistencia en un principio. Cuando la resistencia se acabe, se consumirá salud. Una vez que decrece, las habilidades del personaje (como la característica crucial de la precisión del arma), además de su velocidad de movimiento, se verán afectadas negativamente.
Además de los atributos, cada personaje tiene un conjunto de habilidades expresadas como porcentajes. Las habilidades pueden ser enfatizadas, haciendo que mejoren más rápido, mientras que las habilidades menos enfatizadas mejorarán más despacio. A diferencia de muchos otros juegos de rol, las habilidades pueden mejorarse usándolas y no por medio de un sistema de niveles. Por ejemplo, arreglar armas mejorará la habilidad de la fabricación de armas, que a su vez hará que el personaje sea más efectivo al arreglar armas en el futuro. Las habilidades incluyen defensa, precisión de ballesta, precisión de arma cuerpo a cuerpo, precisión de hechicería, valoración de enemigos, reparación de arma y armadura, bardo, regateo, ganzuado, reconocimiento de emboscadas y sigilo. Algunos NPC ofrecen entrenamiento en habilidades e ítems que pueden incrementar dichas habilidades permanente o temporalmente.
Los personajes podrán adquirir varios efectos de estado que afectan a su salud y habilidades. Los personajes cuya salud se reduzca a cero en combate quedan noqueados y adquieren el estado «casi muerto», volviéndolos ineficaces en combate, y su frecuencia de recuperación de salud baja prácticamente a cero. Si la salud de todo el grupo llega a cero, el juego terminará. La mejora de la frecuencia de curación también es manejada por un efecto de estado, como lo es el envenenamiento, la ebriedad, la enfermedad (por comer raciones en mal estado) y plaga, la cual es una condición extremadamente seria que puede reducir al grupo a unos moribundos incapaces de cualquier acción productiva.

### Magia
Los hechizos están organizados en seis grupos, cada uno con su propio símbolo mágico. Solo cuatro grupos de hechizos son de combate.
Los hechizos primero gastarán la resistencia del hechicero y luego la salud. Algunos hechizos tienen potencia variable; el jugador puede elegir cuánta energía consumirá el hechizo. Algunos hechizos de combate también requerirán que el blanco se encuentre dentro de la línea de visión del hechicero.
Los hechizos se pueden aprender de los pergaminos encontrados en los enemigos y pueden ser comprados de las tiendas o los NPC por todo el mundo.

### Ítems e inventario
El juego dispone de una amplia variedad de ítems, incluyendo equipamiento, comida, tesoros y artefactos mágicos. Cada ítem también tiene información detallada disponible haciendo clic derecho.
El manejo de inventario permite transferir ítems entre los miembros del grupo. En caso de ítems duplicados, también existe la opción de distribuirlos de forma pareja dentro del grupo. El juego también maneja el dinero y las llaves de forma independiente.
Cada arma y tipo de armadura tiene modificadores que afectan a su efectividad en combate, como precisión, daño, bendición y otros modificadores. Luego del combate, la mayoría de las armas y armaduras deben mantenerse en forma con una piedra de afilar o el martillo del armero respectivamente. También existen ítems que potenciarán armas y armadura, como la espina venenosa o la nafta ardiente.
Los personajes deberán llevar y comer raciones todos los días o su salud bajará. Las raciones se venden en las tabernas y pueden ser encontradas en los enemigos. También pueden ser envenenadas o arruinadas, y enfermarán a los personajes que las coman, afectando negativamente a su salud, aunque la inspección cuidadosa de todos los paquetes de proveniencia cuestionable evitará esta posibilidad.

### Combate
El combate es por turnos y toma lugar en una grilla, similar a los juegos de rol táctico. Los personajes pueden moverse a una ubicación diferente en la grilla y, si pueden alcanzar a un enemigo, podrán atacarlo en el mismo movimiento. Existen dos opciones para atacar: un golpe y un balanceo. El golpe es el ataque por defecto usado cuando se mueve para atacar a un enemigo. El balanceo a menudo hace más daño pero es menos preciso y utiliza un punto de salud/resistencia. Los luchadores pueden usar ballestas y los magos pueden lanzar hechizos, pero solo si no hay unidades enemigas presentes en cuadrados adyacentes. El jugador también puede descansar, lo que le permite recuperar salud y resistencia, defenderse contra los golpes enemigos cuerpo a cuerpo, o evaluar las capacidades del enemigo.
Los enemigos heridos podrán intentar huir del combate y escaparán entera y permanentemente de la palma del jugador, a menos que sean asesinados o se evite de otra forma que puedan alcanzar el extremo de arriba del campo de batalla. Los enemigos derrotados permanecen en el suelo luego de una batalla, permitiendo al jugador saquear sus restos. Los ítems recuperados de poco uso para el grupo podrán venderse en las tiendas para agrandar las reservas de dinero.
La interfaz de combate también se usa para resolver trampas mágicas. Las trampas involucran varios tipos de obstáculos, como bolas de fuego y cristales láser, y el jugador podrá desactivarlas usando los objetos proporcionados o navegar por la trampa y alcanzar la parte superior del campo de batalla.
Aunque el juego use una interfaz gráfica, muchas acciones pueden ser realizadas usando las teclas. Existe un glitch (o característica escondida a propósito) que permite al jugador hacer ciertas combinaciones de dos movimientos en un solo turno —una usando el ratón y la otra usando el teclado— o descansar tocando la tecla R antes de que empiece el turno y manteniéndola a lo largo del turno. Los oponentes de computadora también aparentan poder usar esto en algunas instancias (como moverse y defenderse en el mismo turno).
Otro tipo de interacción entre el personaje y el entorno, que podría considerarse una trampa o bonus, son los cementerios esparcidos por la tierra. El jugador es capaz de leer las inscripciones en las lápidas (normalmente en forma de una alabanza poética corta), y luego decidir cavar la tumba (en caso de que alguien tenga una pala). Algunas tumbas revelarán ítems y/o dinero, mientras que otras invocarán a un fantasma (a veces a varios) que deberá ser derrotado usando la interfaz de combate estándar.

### Templos, tiendas y posadas
Los templos ofrecen una variedad de servicios, incluyendo la curación y la bendición de equipamiento. También venden un servicio relativamente caro de teletransporte; el jugador es capaz de teletransportarse entre cualquier templo que ya haya visitado, con el precio basado en la distancia viajada. La justificación es que la persona que visita un templo nuevo memorizará un patrón único en la pared, y al recordar este patrón en un templo diferente podrá transportarse al primer templo con ayuda de un cura.
Las tiendas compran y venden varios tipos de ítems; algunas también reparan equipamiento. Las posadas y las tabernas permiten a los personajes comprar comida y alcohol, obtener información de los sucesos locales, apostar (en algunas posadas), hablar con algunos NPC, ganar dinero tocando el laúd y dormir, lo que cura todas las heridas y la fatiga, mientras que descansar en la naturaleza solo restaura el 80% de la salud y la resistencia.

## Personajes

### Personajes principales
- Señor Locklear (capítulos 1, 5, 7): Locklear es el hijo más joven del barón de Land's End, un señor en la corte del príncipe Arutha, y un habilidoso espadachín condecorado por su servicio en Armengar y Sethanon durante el gran levantamiento (A Darkness at Sethanon). Locklear ha entrado recientemente al servicio de un cuartel del Reino en Yabon para investigar reportes de actividad moredhel, donde rescató a Gorath de los Ardanien de un asesino.
- Escudero Owyn Beleforte (capítulos 1, 2, 3, 4, 6, 8, 9): Owyn es un mago de diecinueve años y el hijo más joven de la corte de Tiburn. Desinteresado en la política, Owyn idolatra al mago Pug en su lugar. Un chico ingenioso y mañoso, Owyn utilizó parte de la fortuna de su padre para viajar y estudiar magia en secreto. Su padre finalmente descubre lo que estaba haciendo, y, debido a la vergüenza política que Owyn le causa, le ha dado una libertad plena, esperando que finalmente se instale en un lugar y esté disponible para un matrimonio político. Owyn viajaba de regreso a casa tras visitar a su tía en Yabon cuando conoce a Locklear y a Gorath. Sin ganas de regresar al aburrimiento de la vida en casa, Owyn ata su destino al de ellos.
- Gorath de los Ardanien (capítulos 1, 2, 3, 4, 6, 8, 9): un héroe de la guerra de la grieta, Gorath fue cacique del clan Ardanien y rival de Delekhan al trono de Sar-Sargoth. Gorath cree que el plan de Delekhan de invadir al reino es una locura y traiciona a los moredhel para avisarle al príncipe Arutha, al ser la única forma de salvar a su gente de otra guerra desastrosa. También existe otra razón para su exilio: ha abandonado el camino oscuro y está «regresando» al eledhel en Elvandar, asumiendo que no será asesinado primero por sus hermanos.
- Señor James (capítulos 2, 3, 5, 7): conocido alguna vez como Jimmy the Hand, James es una leyenda entre los Mockers y el hijo de Upright Man, aunque él no está consciente del parentesco. Tras frustrar un intento de Nighthawk de asesinar al príncipe Arutha (Silverthorn), James se ve forzado a abandonar su vida de ladrón y convertirse en escudero en la corte de Arutha, donde se vuelve muy buen amigo de Locklear. James finalmente llega al rango de señor, convirtiéndose en uno de los sirvientes más confiables y leales de Arutha, pero aún merodea la «carretera de los ladrones», a menudo haciendo negocios para la corona.
- Patrus (capítulos 5, 7): Patrus es el mago de la corte y el consejero mágico del barón Gabot en Northwarden, y uno de los primeros tutores mágicos de Owyn. A pesar de su vejez, es un mago ágil y capaz, cuyo conocimiento del hechizo Union le permite leer moredhel temporalmente.
- Duque Pug conDoin (capítulos 8, 9): como huérfano crecido en Crydee, Pug fue aprendiz de Kulgan el mago, pero mostró poca capacidad mágica hasta que fue capturado por los Tsurani durante la guerra de la grieta (Magician: Apprentice). Tras ver potencial en el chico, los grandes Tsurani lo entrenan en la magia del gran camino, previamente inexistente en Midkemia. Cuando regresó, Pug ayudó al mago Macros the Black a terminar la guerra de la grieta, fue adoptado por la familia real, y se le otorgó una tierra para abrir su academia de magia en Stardock (Magician: Master). Pug es considerado el mago más poderoso en Midkemia, habiendo heredado gran parte del poder de Macros, además de su entrenamiento Tsurani. Está casado con Katala, a quien conoció en Kelewan, y tienen dos hijos: un hijo biológico William y una hija adoptada Gamina, quien posee poderes telepáticos.

### Aliados
- Príncipe Arutha conDoin: el príncipe Arutha de Krondor es el gobernante del reino del oeste, hermano menor del rey Lyam, y medio hermano del duque Martin de Crydee. Arutha se probó a sí mismo como uno de los mejores comandantes del reino en el campo, defendiendo a Crydee durante la guerra de la grieta, y se convirtió en príncipe luego de las muertes inesperadas del rey Rodric, el príncipe Erland, y su padre, el duque Borric. Es un rey muy adorado y capaz, aunque reacio.
- Cullich: la esposa distanciada de Gorath, Cullich es una bruja moredhel que lo ayudó a escapar de las tierras del norte. Cullich cree que la voluntad de Gorath de dejar su posición como líder del clan es una muestra de debilidad, pero no confía en Delekhan y ayudará a Gorath si puede.
- Barón Gabot: el barón Gabot es un comandante de Northwarden, que cuida uno de los cuatro pases entre el reino y las tierras del norte. Previamente maestro de caza de Carse, Gabot era viejo amigo del duque Martin, quien lo recomendó en la posición luego de la muerte del barón Rossol. Al igual que el padre de Martin, el duque Borric, Gabot vio el beneficio de tener un mago bajo su servicio, y designó a Patrus como su consejero mágico.
- Liallan: siendo una poderosa líder de clan moredhel y consorte de Delekhan, Liallan lo apoya abiertamente, aunque crea que su plan esté condenado a fracasar. Tiene su ojo en el trono de Sar-Sargoth para ella y ayuda en secreto a muchos de los enemigos de Delekhan, incluyendo el plan de escape de Gorath de las tierras del norte. En caso de que Delekhan y su hijo Moraeulf mueran durante su invasión, la dejarían a ella en posición para tomar el liderazgo de los moredhel.
- Duque Martin conDoin: conocido alguna vez como Martin Longbow, el duque Martin de Crydee es el medio hermano mayor del rey Lyam y el príncipe Arutha. Hijo ilegítimo del duque Borric, fue criado y entrenado por los elfos en Elvandar antes de convertirse en maestro de caza, y luego en duque tras la muerte de su padre. Uno de los mejores arqueros en Midkemia, a Martin le disgusta la vida de la corte y a menudo recorre los bosques con su arco grande en mano.
- El oráculo de Aal: los Aal se encuentran entre las razas más antiguas del universo, y unos de los pocos que sobrevivieron las guerras del caos entre los Valheru y los dioses. El oráculo, el último de su raza moribunda, acordó ayudar a Pug y a Tomas durante el gran levantamiento a cambio de la salvación. Tras la batalla de Sethanon, Pug trajo al oráculo a Sethanon y lo dejó en el cuerpo del dragón Ryath, cuya mente fue drenada por un Dreadlord (A Darkness at Sethanon). El oráculo de Aal ahora vela por la piedra de la vida, y le enviará una advertencia a Pug y un cuartel secreto cerca de Sethanon en caso de ser perturbada.
- Escudero Phillip: aunque parezca un joven noble con edad cercana a la de Owyn, Phillip tiene treinta y siete, es un capitán en el ejército del reino, y un mensajero para el cuartel secreto cerca de Sethanon. Owyn lo conoció en una fiesta en Yabon antes del comienzo del juego, y se lo vuelve a encontrar a lo largo de sus viajes.
- Tomas: el príncipe consorte de la reina Aglaranna y líder de guerra de Elvandar, Tomas creció en Crydee con su mejor amigo Pug. Durante la guerra de la grieta, Tomas descubrió al dragón moribundo Rhuagh, quien le dio una armadura antigua (Magician: Apprentice). La armadura transformó a Tomas en una mezcla entre humano y Valheru y le dio las memorias y habilidades de Ashen-Shugar, el Valheru a quien le perteneció alguna vez. Luego de casarse con Aglaranna, Tomas tiene a Elvandar bajo su protección, y solo abandona el lugar en las circunstancias más extremas.

### Villanos
- Delekhan: Delekhan es el líder de las naciones moredhel del norte. Uno de los generales del campo de Murmandamus durante el gran levantamiento (A Darkness at Sethanon), Delekhan cree que Murmandamus sigue con vida, encarcelado por el príncipe Arutha en Sethanon. Ha logrado unificar a su gente con la ayuda de los magos conocidos únicamente como «los seis» (y se revela más adelante que eran los grandes Tsurani) para invadir al reino de las islas, liberar a Murmandamus, y terminar lo que se empezó una década atrás.
- Makala: Makala es uno de los grandes, un mago del mundo Tsurani de Kelewan, quien visita la corte del príncipe Arutha ostensiblemente como un representante del emperador de Tsuranuanni. Creyendo que Pug escondió un arma con un poder tremendo que podría usarse contra los Tsurani, Makala decide investigar lo que realmente pasó en la batalla de Sethanon. Él manipula a Delekhan y a los moredhel, usando su ataque como una distracción para poder entrar a Sethanon sin obstáculos.
- Narab y Nago: los hermanos Narab y Nago son magos que sirven a Delekhan. Nago está infiltrado en el reino y coordina a los espías de moredhel desde una ubicación secreta cerca de Sarth. Narab ha caído en la desgracia con Delekhan, y, buscando una forma de recuperar su posición en el círculo interno de Delekhan, captura a Owyn y a Gorath para él. Sin embargo, Delekhan se encuentra disgustado con lo que ha hecho, por lo que Narab se rebela contra su antiguo amo y ayuda a Owyn y a Gorath a escapar. Luego planea convertirse en líder de los moredhel.
- Navon du Sandau: para muchos es simplemente un joven mercader carismático, pero Navon es en realidad Neville Corvalis, el medio hermano de la prima de Owyn, Ugyne. Cuando el padre de Ugyne, el conde Corvalis, se enteró de que Neville era el hijo ilegítimo de su esposa, ordenó que se matara a Neville en un colapso de la bodega de vinos. Aunque se lo haya declarado muerto, el cuerpo de Neville nunca fue encontrado. Fue encontrado por Nighthawks que se habían agrupado en Cavall luego de su destrucción en Krondor por el príncipe Arutha (A Darkness at Sethanon). Utilizando una reliquia de la familia Corvalis, un catalejo mágico, Neville los convenció de que tiene poderes mágicos y se convirtió en su líder. Luego se embarca en una venganza contra el conde Corvalis, quemando el torreón para que las cavernas debajo pudieran usarse como escondite Nighthawk, y cortejando a Ugyne para poder adueñarse de la fortuna de su familia.

## Ubicaciones

### Midkemia
- Torreón Cavall (accesible en los capítulos 1, 2, 3, 6): el torreón Cavall es un pequeño pueblo granjero del este en las colinas Kenting, gobernado por el tío de Owyn, el conde Geoffrey Corvalis. El torreón se incendió misteriosamente hace tres años, evitando el acceso a las cavernas de abajo, que navegaban por el sur de la catarata conocida como Cavall Run.
- Elvandar (accesible en el capítulo 6): la ciudad forestal de Elvandar, hogar de los eledhel (los elfos de luz), queda lejos, al noroeste del ducado de Yabon, y es gobernada por la reina Aglaranna y el príncipe consorte Tomas. Aunque se encuentre aislada y bien protegida, los Tsurani atacaron Elvandar durante la guerra de la grieta, y todavía existen disputas con los moredhel en la frontera norte.
- Highcastle (accesible en los capítulos 1, 2, 3): el pueblo fronterizo fortificado de Highcastle protege el estrecho de Cutter, uno de los cuatro pases entre el reino y las tierras del norte. Ocupado por los moredhel durante el gran levantamiento (A Darkness at Sethanon), el príncipe Arutha ordenó reforzarlo en los últimos años. Highcastle está comandado actualmente por el barón Baldwin de la Troville y, en su ausencia, el barón Kevin de Zun.
- Krondor (accesible en los capítulos 1, 2, 3, 6): capital del reino occidental de las islas, Krondor es el hogar tradicional del heredero del trono. Está gobernado actualmente por el príncipe Arutha y la princesa Anita, aunque las alcantarillas bajo la ciudad son un laberinto de túneles conocido como la «carretera de los ladrones» y controlado por los Mockers, el gremio de los ladrones de Krondor, y su misterioso líder, Upright Man.
- LaMut (accesible en los capítulos 1, 2, 3, 6): la ciudad de LaMut está ubicada en el ducado de Yabon, cerca de la grieta reabierta de Kelewan. Está gobernado por Earl Kasumi, y cuenta con una gran población Tsurani que se ha instalado allí luego de la guerra de la grieta.
- Malac's Cross (accesible en los capítulos 1, 2, 3, 6): la ciudad de Malac's Cross marca el borde oriental del reino occidental, y está habitada por los Abbaye Ishap, un templo antiguo gobernado por el abad Graves. Fuera de la ciudad, donde estuvo alguna vez la ciudad antigua, se encuentra una estatua de un dragón, construida como un tributo a Malac, donde se puede contactar al oráculo de Aal.
- Northwarden (accesible en los capítulos 1, 2, 3, 5): la fortaleza de Northwarden se encuentra en un sendero montañoso estrecho, cuidando uno de los cuatro pases entre el reino y las tierras del norte. Northwarden está controlado actualmente por el barón Gabot.
- Romney (accesible en los capítulos 1, 2, 3, 6): ubicado en el río Rom, la ciudad oriental de Romney es conocida como la ciudad de los gremios. A pesar de estar gobernada por el duque Romney, el control de la ciudad yace en varios gremios mercantiles, llevando a la ocasional guerra de gremios.
- Sarth (accesible en los capítulos 1, 2, 3, 6): el pueblo de Sarth alberga una fortaleza antigua en la cima de una montaña, que fue convertida en una abadía y biblioteca por la orden de Ishap. Las bóvedas tienen cientos de miles de libros, conteniendo una fortuna de conocimiento acerca de la historia y el saber de Midkemia, atendido por el hermano Anthony y el hermano Marc. Bajo las bóvedas se encuentra una mina de esmeraldas abandonada que perteneció a los enanos, conocida como Mac Bourgalan Dok.
- Sar-Isbandia (Armengar, accesible en el capítulo 4): la ciudad fortificada de Sar-Isbandia fue construida sobre miles de túneles de nafta hace mucho tiempo por los glamredhel (los elfos locos) antes de que fueran borrados por los moredhel (los elfos oscuros). Ubicada en Vale de Isbandia, al norte de Inclindel Gap, los humanos de Yabon se instalaron en la ciudad cientos de años atrás, la renombraron Armengar y se volvió enemiga de por vida con los moredhel. Los Armengarians se encontraban entre los primeros blancos de Murmandamus durante el gran levantamiento por lo que el príncipe Arutha y Guy du Bas-Tyra, el protector de la ciudad, evacuaron la ciudad e intentaron destruir el ejército de Murmandamus quemando la ciudad (A Darkness at Sethanon). Recientemente, los moredhel se han mudado a las ruinas, y han comenzado a reconstruir.
- Sar-Sargoth (accesible en el capítulo 4): la ciudad gemela de Sar-Isbandia, la ciudad fortificada de Sar-Sargoth al norte también fue construida por los glamredhel y fue tomada por los moredhel como su capital. Los túneles debajo de la ciudad albergan las mazmorras de Delekhan, mientras que las afueras están bordeadas con picas de las que cuelgan las cabezas de sus enemigos.
- Sethanon (ruinas de la superficie accesibles en los capítulos 1, 2, 3, 6; ruinas bajo tierra accesibles solo en el capítulo 9): fue alguna vez una baronía menor en el corazón del reino, Sethanon fue mal defendida y destruida completamente durante el gran levantamiento (A Darkness at Sethanon). Construida casualmente arriba de las ruinas antiguas de Valheru conteniendo la piedra de la vida, el rey Liam y el príncipe Arutha ordenaron que se abandonara la ciudad luego de la batalla de Sethanon, ostensiblemente como un monumento a aquellos que habían muerto allí, y armaron un cuartel secreto cercano para su protección. Dentro de las ruinas debajo de la ciudad se encuentra la piedra de la vida y su guardián, el dragón Ryath, cuya mente contiene al oráculo de Aal.
- Silden (accesible en los capítulos 1, 2, 3, 6): el pueblo pesquero del este de Silden es un puerto al mar del reino. Ubicado en una isla cercana a la costa está el templo de Eortis, el dios muerto del mar. Conocido por su submundo sombrío, alguien conocido únicamente como The Crawler se ha ganado una reputación recientemente dentro de la ciudad, perturbando los negocios entre los Mockers en Krondor y los gremios en Romney.

### Timirianya
- Timirianya (accesible en el capítulo 8): el mundo desolado de Timirianya fue destruido por los Valheru y está habitado actualmente por los Panath-Tiandn, serpientes humanoides similares a los Pantathians. Durante las guerras del caos, los dioses de Timirianya cristalizaron la magia en maná en estado sólido, haciendo que los Valheru se fueran creyendo que la energía del mundo se había acabado. Para poder hacer magia en Timirianya, uno debe usar un báculo de cristal y cargarlo con maná.
- El templo de Karzeen Mauk: ubicado al norte, todo lo que queda del alto templo de los dioses de Timirianya son nueve pilares, dentro de los cuales se han refugiado los dioses sobrevivientes. Solo Dhatsavan, el amo de las puertas, aún tiene suficiente poder para comunicarse con los visitantes.
- El templo de Dhatsavan (mina Riftworld): también conocida como la mina Riftworld, las ruinas del templo están enterradas bajo tierra, y están ocupadas actualmente por Panath-Tiandn. Luego de que Makala la secuestrase, Gamina queda encarcelada en una jaula de cristal dentro de las ruinas.

## Trama
Diez años después de A Darkness at Sethanon, el señor Locklear le servía al cuartel del reino del norte cuando salva a Gorath de los Ardanien de un asesino. Gorath trajo una advertencia de una invasión planeada por Delekhan, líder de los moredhel, por lo que Locklear decide llevarlo a ver al príncipe Arutha en Krondor. Herido por varios ataques, le piden ayuda a Owyn Beleforte, un joven mago de Tiburn. El juego comienza en su campamento al norte de LaMut.

### Capítulo I: una noche oscura
Owyn se encuentra vendando las heridas de Gorath y Locklear cuando son atacados por un asesino moredhel, a quien Gorath despacha antes de que los tres partan hacia el sur. Tras sobrevivir a múltiples intentos de asesinato, finalmente llegan a Krondor. Al encontrar las puertas del palacio saboteadas, deciden entrar por medio de las alcantarillas con ayuda del señor James. Luego de encontrarse con el príncipe Arutha, otro asesino moredhel irrumpe sigilosamente e intenta matar a Gorath, solo para ser frustrado por Pug.

### Capítulo II: sombra de los Nighthawks
Gorath le informa a Arutha de los planes de Delekhan, pero Arutha no confía en él porque no sabe de la ubicación del ataque. Gorath piensa que podrán averiguarlo interceptando a los espías Nighthawk de Delekhan en Romney. Arutha ordena a James a escoltar a Gorath a Romney para encontrarse con el grupo de soldados del rey investigando la actividad reciente de Nighthawk en el este. Arutha reunirá a su ejército y esperará alguna información de dónde ocurrirá el ataque. James, Owyn y Gorath se escapan secretamente de la ciudad por medio de las alcantarillas y se dirigen al este. Tras llegar a la taberna en Romney, descubren que todos los soldados del rey fueron asesinados.

### Capítulo III: el catalejo y la araña
Se encontraron dos pistas en la escena del crimen: un catalejo encantado y una araña de plata. James, Owyn y Gorath siguen el rastro del catalejo y la araña hasta el norte del Torreón Cavall y descubren al líder de los Nighthawk, el mercader Navon du Sandau. Luego de matarlo, entran al escondite de los Nighthawk en las cavernas bajo el Torreón Cavall, donde se enteran de los planes de Delekhan de atacar a Northwarden. Al darse cuenta de que los Nighthawk probablemente se hayan infiltrado en la fortaleza, se separan. James se dirige a Northwarden mientras que Owyn y Gorath se van al sur a advertirle a Arutha. Antes de que puedan llegar a Arutha, Owyn y Gorath son capturados por Narab, uno de los caciques de Delekhan.

### Capítulo IV: marcado de muerte
Gorath y Owyn son llevados a Sar-Sargoth, donde Narab los presenta a Delekhan. Delekhan, enfadado porque Narab arruinó sus planes, le dice que su vida está perdida. Narab se rebela contra Delekhan y, sin que ellos lo sepan, libera a Owyn y a Gorath. Escapan de Sar-Sargoth y se dirigen al sur a Inclindel Gap, donde encuentran a una patrulla del reino y son llevados al campo de Arutha. Tras enterarse de un ataque inminente a Northwarden, Arutha prepara su ejército y envía a Owyn y a Gorath a Krondor para pedirle ayuda a Pug en caso de que los moredhel empleen magia.

### Capítulo V: cuando los ríos se tornan rojos
James y Locklear llegan a Northwarden y son enviados por el barón Gabot a encontrar a su consejero mágico Patrus. Los tres ayudan al duque Martin a preparar el ataque envenenando las provisiones de comida de los moredhel, encontrando al juglar Tamney, robando los planos de batalla de moredhel, y matando a seis magos moredhel escondidos detrás de las líneas del reino. Al regresar a Northwarden cuando comienza el asedio moredhel, descubren que los Nighthawk asesinaron al barón Gabot, dejando a James a cargo. La batalla sale mal y están a punto de ser dominados cuando Arutha llega con su ejército a tiempo para expulsar a los moredhel.

### Capítulo VI: traición
Makala visita a Pug en Krondor, diciéndole que Gamina es considerada una abominación por la asamblea de magos, y que la ha encarcelado hasta que su destino pueda ser decidido. Pug se enfurece por la traición de Makala y jura encontrarla, escribiendo las palabras «el libro de Macros» en la pared. Cuando Katala es incapaz de encontrarlo a él o a su hija, descubre su mensaje y se lo informa a Owyn y a Gorath. Siguiendo las pistas de las bibliotecas en Sarth y Abbaye Ishap, Owyn y Gorath se dirigen al oeste de Elvandar, donde Gorath completa su «regreso» y jura lealtad a la reina Aglaranna y al príncipe consorte Tomas. Tomas les muestra el libro de Macros, un regalo de Pug para encontrarlo en caso de que dejara el mensaje para hacerlo. Recientemente herido por una hoja envenenada en una disputa moredhel, Tomas le pide a Owyn y a Gorath que vayan en su lugar. Owyn y Gorath leen el libro, que los teletransporta hacia lo desconocido.

### Capítulo VII: el largo viaje
En Northwarden, el líder de incursión moredhel es capturado y revela que planean usar una máquina de grietas en Dimwood para eludir el ejército de Arutha, entrar a Sethanon y liberar a Murmandamus, quien creen que está vivo y encarcelado allí. Tras darse cuenta de que el ataque fue una distracción de Makala, Arutha ordena a sus tropas ir a Sethanon e instruye a James, Locklear y a Patrus a encontrar y destruir la máquina de grietas. Luego de enterarse de que la máquina puede ser interrumpida por un dispositivo Tsurani llamado Waani, encuentran la máquina y la desactivan. Sin embargo, cuando colapsa, se lleva consigo todo lo que se encuentra cerca antes de explotar. James y Locklear se sujetan a los árboles, pero Patrus es succionado y aparentemente muere. Al mismo tiempo, tres figuras aparecen en una luz púrpura.

### Capítulo VIII: tierras lejanas
Owyn y Gorath son teletransportados a Timirianya, donde Owyn se da cuenta de que la magia no funciona y Pub quedaría indefenso. Owyn y Gorath finalmente encuentran a Pug, quien ha descubierto que, secuestrando a Gamina y manipulando a Delekhan, Makala ha llevado a Pug lejos de Midkemia y al ejército de Arutha lejos de Sethanon, y ahora es libre de entrar a Sethanon sin oposición y buscar la piedra de la vida. Usando la copa de Rlnn Skrr, Owyn restaura los poderes de Pug y encuentran a Gamina en una jaula de cristal en las ruinas subterráneas del templo de Dhatsavan. Gorath destruye la jaula y, utilizando un patrón especial de piedra que trajo Pug, los cuatro regresan a Midkemia.

### Capítulo IX: la ira de los dioses
En un resplandor púrpura, Pug, Owyn y Gorath aparecen frente a James y Locklear en Dimwood y les dicen que esperen por Arutha y le hagan saber que no hay una amenaza mágica a su ejército; Makala esperará a Pug en Sethanon. Pug, Owyn y Gorath viajan a las cavernas debajo de Sethanon y matan a los grandes Tsurani («los seis») que protegen la cámara de la piedra de la vida. Gorath se queda atrás para proteger al oráculo de Aal, que quedó incapacitado por Makala, mientras que Pug y Owyn se enfrentan al mago. Makala cree que Pug escondía la piedra de la vida para usarla como un arma y quiere destruirla, pero Pug se rehúsa porque liberaría a las almas Valheru atrapadas adentro. Tras enfrentarse en una batalla mágica con Makala, Pug y Owyn finalmente lo matan.
Luego, Gorath entra a la cámara cerrada en combate con Delekhan. Cuando Delekhan alcanza la piedra de la vida, Gorath intenta detenerlo y comienzan a transformarse mientras que los Valheru de adentro intentan escapar. Pug y Owyn son forzados a matarlos a los dos con una explosión de magia para evitar que los Valheru sean liberados. Al volver arriba, Pug crea ilusiones mágicas de Murmandamus y Delekhan, las cuales son incineradas por el oráculo de Aal. Tras ver a sus líderes asesinados, los moredhel se retiran, mientras que Narab mata al hijo de Delekhan, Moraeulf, y así completa sus planes para adueñarse de los moredhel. Owyn se queda solo con Pug, quien revela que como Owyn no sabe nada de la piedra de la vida, Pug debe asegurarse de que el secreto esté a salvo, y sugiere que Owyn se vuelva uno de sus estudiantes en Stardock. Owyn se ríe y responde que nunca hubiera preferido otra cosa.

## Desarrollo
A pesar de que el juego fuese licenciado de Raymond E. Feist, existió un mito muy arraigado de que el texto y la historia del juego fueron creados por el propio Feist. Feist dice en su epílogo a Krondor: The Betrayal que se encontraba ocupado escribiendo The King's Buccaneer durante la producción del juego, y que la trama, texto y personajes nuevos fueron creados exclusivamente por los diseñadores Neal Hallford y John Cutter. Feist tuvo la última palabra en la edición del juego, pero la mayoría de las creaciones de Hallford y Cutter quedaron intactas.

### Detalles técnicos
El juego corre en un modo VGA de 256 colores a 320x200. El motor gráfico utiliza gráficos con texturas 3D para dibujar el terreno y usa sprites para la mayoría de los objetos detallados. El motor no admite terrenos de niveles múltiples, pero los obstáculos como las colinas y las montañas son admitidas. La mayoría de las tiendas, posadas, templos, ubicaciones especiales, y grandes ciudades son navegadas por imágenes usables por medio de puntos de acceso, mientras que los pueblos más pequeños tienen edificios 3D.
El arte de los personajes están basados en fotografías. Los entornos son una mezcla de imágenes capturadas y dibujos a mano. En las pantallas de combate y puzle, todos los personajes están animados, excepto por el movimiento — los personajes no parecen mover sus piernas mientras caminan. Los modelos del juego están iluminados hasta cierto punto: en el mundo exterior, se modela el día y la noche, y, en las ubicaciones bajo tierra, el jugador necesita usar una antorcha o un hechizo de luz para iluminar sus alrededores.
El juego corre en modo protegido, utilizando Borland C++'s Ergo DPMI / RTM DOS extender. Se mantuvo compatible con Microsoft Windows hasta la serie 9x y funciona con DOSBox y VDMSound. Una versión jugable para Mac OS X DOSBox también está disponible. xBaK es una recreación del motor de juego que permita jugar Betrayal at Krondor de forma nativa bajo el sistema de ventanas X, usando los archivos de datos originales.

### Historial de lanzamiento
Las siguientes ediciones comerciales del juego han sido lanzadas:
- 1993: el lanzamiento original en disquete
- 1994: edición CD-ROM, que incluye versiones de audio en CD de las pistas de música MIDI del juego original, una entrevista en video de 5 minutos con Raymond E. Feist, y un paquete de Windows.
- 1996: relanzamiento del CD-ROM en la línea SierraOriginals de Sierra.[3]
- 1997: descarga gratuita en el sitio web de Sierra para promover el juego Betrayal in Antara, aunque esta versión ya no se encuentra disponible.
- 1998: edición CD-ROM (pero sin la banda sonora en CD) que vino con la edición de tapa dura de Krondor: the Betrayal, con un manual PDF y una entrevista en video con Feist, materiales promocionales y un tráiler de Return to Krondor.
- 2010: edición de CD-ROM relanzada en GOG.com como archivo descargable.[4]

Al contrario de lo que se cree, Vivendi Universal Games ha dicho que el juego no es libre para su distribución.

### Krondor: The Betrayal
Feist posteriormente escribió Krondor: The Betrayal, una novelización del juego y el primero en una nueva serie de libros de Midkemia llamada The Riftwar Legacy. Feist acreditó a Hallford y a Cutter como coautores de la historia original para Krondor: the Betrayal, y le dedicó el libro a ambos.
El juego y el libro están ambientados aproximadamente entre A Darkness at Sethanon y Prince of the Blood. Existen diferencias menores, como el apellido de Owyn ahora es Belefote en lugar de Beleforte, y los pueblos de Tanneurs y Eggley fueron cambiados a Tannerus y Eggly, pero la novela cubre en gran parte la trama principal del juego de forma precisa e ignora la mayoría de las misiones secundarias.
El juego introdujo por primera vez a Lysle Rigger, el gemelo perdido de Jimmy the Hand, al igual que Kay y Abbot Graves, cuya nieta fue Katherine «Kitty» Graves. Tanto Lysle Rigger como Kitty Graves tendrían papeles importantes en las novelas de Serpentwar de Feist.

## Recepción
Las ventas del juego original en disquete fueron lentas, llevando a Sierra a vender los derechos de Riftwar de vuelta a Raymond Feist, pero el juego se convirtió en un éxito cuando fue relanzado en CD-ROM.
Pelit le dio a Betrayal at Krondor un puntaje de 94%, citando «al maravilloso sistema de juego, la falta de bugs, y la atmósfera parecida a un libro», y dijo que «Krondor es una gran revolución en los juegos de rol por turnos, ya que Underworld estaba en los juegos de rol 3D». En octubre de 1993, Computer Gaming World llamó a Krondor «un juego de rol de fantasía como ningún otro... un nuevo hito en el diseño de los RPG». Mientras que señalaba que los gráficos «no van a volarle la cabeza a nadie», la revista elogió el combate como «lo mejor que he visto en un CRPG de fantasía». Concluyó que el juego fue «una gema rara... y estableció un nuevo estándar para que los demás sigan». Una reseña menos entusiasmada de Sandy Petersen apareció en la revista #199 de Dragon de noviembre de 1993 en la columna «ojo del monitor», donde le dio al juego dos estrellas de cinco. Aunque Petersen elogiara los gráficos por estar «bien renderizados» a veces y por su «trama bastante entretenida», reprendió a la jugabilidad por ser lenta y por someter al jugador a «actividades de mantenimiento obtusas», como el pulido de armaduras, al igual que misiones que le parecieron frustrantemente difíciles de entender para poder completarlas. Quandary le dio un 4.5/5 en su reseña de 1996, llamándolo «un juego de rol no ordinario» con su entorno «complejo» inmersivo, trampas, y acertijos reemplazando «las fosas, palancas y rocas rodantes comunes en las mazmorras de juegos de rol». También llamaron al combate estratégico por turnos «muy satisfactorio», aunque «lleva un poco de tiempo acostumbrarse».[cita requerida]
Betrayal at Krondor fue declarado el mejor juego de rol y el «juego del año» por Computer Games Strategy Plus en 1993. En junio de 1994, Betrayal at Krondor ganó el premio al juego de rol del año de Computer Gaming World. Los editores escribieron que «es el ejemplo por excelencia de cómo un juego de computadora debería estar hecho de una novela de fantasía», diciendo que creyeron que tomó los riesgos más creativos, mientras que a los lectores les gustó «su valor de juego y la historia no lineal». La revista clasificó a Krondor en el 43.º lugar en su lista de los 150 mejores juegos de todos los tiempos en la edición de aniversario de la revista en noviembre de 1996. La revista agregó al juego en su salón de la fama en 2001, diciendo que Krondor fue el «primer juego de rol en ofrecer un entorno 3D en el contexto de un juego de rol». En 1994, PC Gamer US nombró a Betrayal at Krondor el 31.º mejor juego de computadora de la historia. Los editores lo aclamaron como «un título fundamental en la evolución de los juegos de rol», elogiando su «trama interactiva y personajes que le provocan emociones al jugador». La revista después lo incluyó en su lista de 1997 «los mejores 50 juegos de todos los tiempos». En 1998, PC Gamer US lo declaró el 44.º mejor juego de computadora jamás lanzado, y los editores lo llamaron «un clásico que perdurará a lo largo de los siglos».